# I. e. 456
Évszázadok: i. e. 6. század – i. e. 5. század – i. e. 4. század
Évtizedek: i. e. 500-as évek – i. e. 490-es évek – i. e. 480-as évek – i. e. 470-es évek – i. e. 460-as évek – i. e. 450-es évek – i. e. 440-es évek – i. e. 430-as évek – i. e. 420-as évek – i. e. 410-es évek – i. e. 400-as évek
Évek: i. e. 461 – i. e. 460 – i. e. 459 – i. e. 458 –  i. e. 457 – i. e. 456 – i. e. 455 – i. e. 454 – i. e. 453 – i. e. 452 – i. e. 451

## Események
- Római consulok: M. Valerius Maximus Lactuca és Sp. Verginius Tricostus Caelimontanus
- A tavasszal meginduló perzsa hadsereg legyőzi az athéniak támogatta egyiptomi lázadót, Inarószt. A lázadók és segítőik a Nílus-delta Proszópitisz nevű szigetére szorulnak vissza.

## Halálozások
- Aiszkhülosz (* 525)